# Edmund Gleason House
Pour les articles homonymes, voir Gleason.
La Edmund Gleason House est une maison américaine située dans le comté de Cuyahoga, dans l'Ohio. Protégée au sein du parc national de Cuyahoga Valley, elle est inscrite au Registre national des lieux historiques depuis le 18 décembre 1978.